# Sharon Hinnendael
Sharon Hinnendael (Wisconsin, Estados Unidos, 22 de mayo de 1986) es una actriz estadounidense.  Es conocida por su papel de Charlotte Hawthorn en la película El abrazo del vampiro.

## Filmografía y Créditos Televisivos
| Año  | Título                 | Papel              | Notas                         |
| ---- | ---------------------- | ------------------ | ----------------------------- |
| 2009 | 5 Nights in Hollywood  | Juliet             | Papel Secundario              |
| 2009 | Nightfall              | Fiona              | Papel Principal               |
| 2010 | 15 Minutes             | Nikki              | Papel Secundario              |
| 2010 | Look                   | Hannah             | Papel Secundario. 5 episodios |
| 2010 | Kissing Strangers      | Eva                | Papel Secundario              |
| 2011 | Machine Head           | Rachel             | Papel Protagónico             |
| 2012 | Rites of Passage       | Roxanne            | Papel Principal               |
| 2013 | Resident Advisor       | Layne              | Coprotagonista                |
| 2013 | El abrazo del vampiro  | Charlotte Hawthorn | Protagonista                  |
| 2014 | Skinny Dip             | Cricket            | Papel Principal               |
| 2014 | Anatomy of a Love Seen | Zoe Peterson       | Papel Principal               |